# Johnny Gray (Jazzgitarrist)
John Willard „Johnny“ Gray (* 2. Juni 1924 in Vinita, Oklahoma; † September 1983 in Spavinaw, Mayes County, Oklahoma) war ein US-amerikanischer Jazzgitarrist des Modern Jazz.
Gray wuchs in Langley (Oklahoma) auf, zeitweise auf der Farm seiner Großeltern, die er mit 16 Jahren verließ. Er studierte 1944 in Washington D. C. und spielte 1947/48 mit Ray McKinley. 1952 bis 1960 war er Studiomusiker bei ABC in Chicago. 1960 zog er nach Los Angeles und wurde dort ein gefragter Studiomusiker und Begleiter. Er spielte unter anderem in der Tonight Show von Johnny Carson unter Bandleader Doc Severinsen, nahm mit Frank Sinatra, Nancy Wilson, Julie London, George Shearing, Gerry Mulligan, Mel Tormé, Herb Ellis und Bobby Troup auf. Mit George Shearing war er als Teil von dessen Quintett 1962 auf Tour.
Gray nahm auch eigene Alben auf. Er konnte alle Streichinstrumente spielen, bevorzugte aber die Gitarre.